# Айносато-Кёикудай (станция)

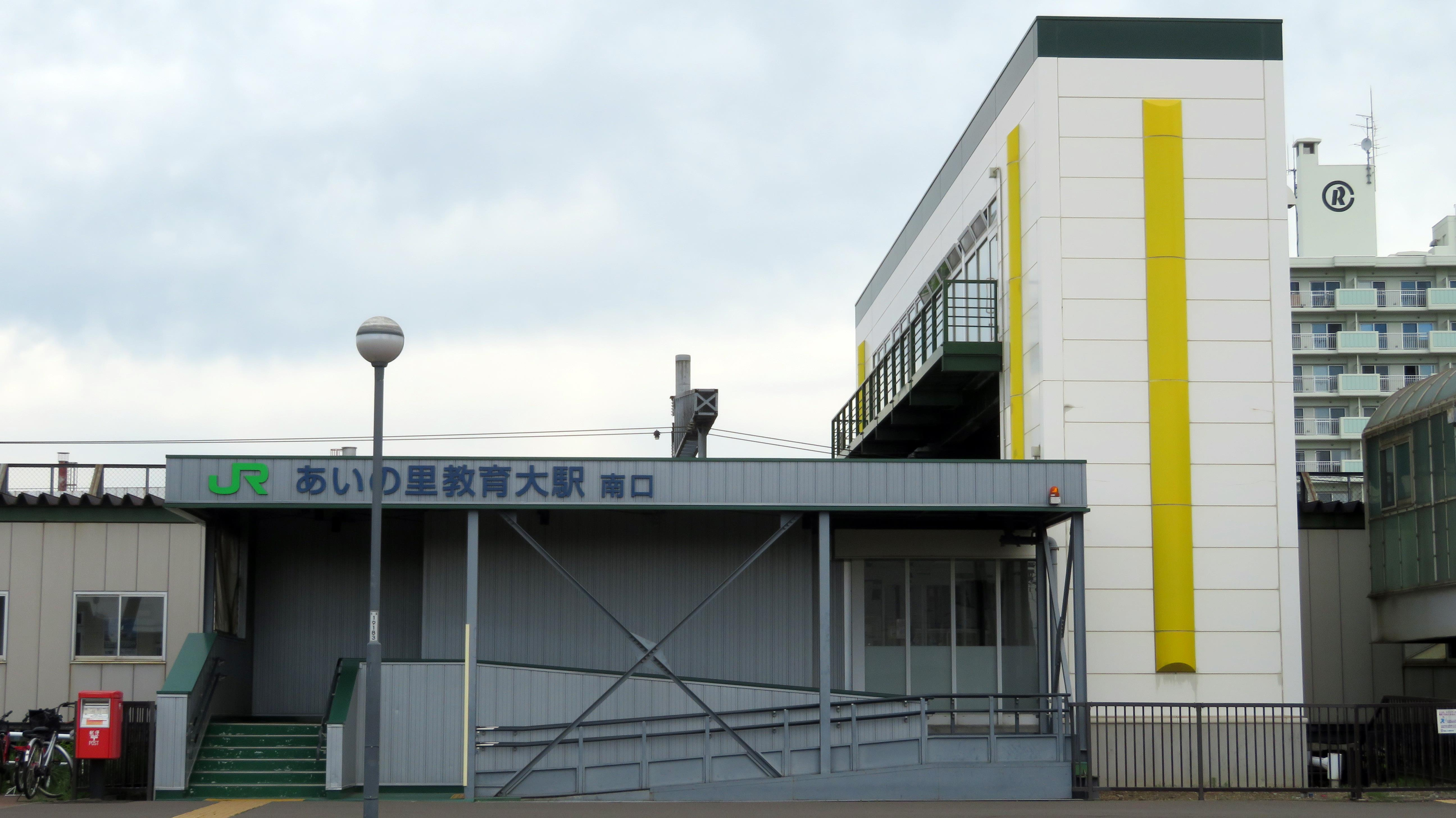
Южный вход в октябре 2012 года

Станция Айносато-Кёикудай (яп. あいの里教育大駅 айносато кёикудай) — железнодорожная станция в японском городе Саппоро, обслуживаемая компанией JR Hokkaido. На этой станции можно использовать смарт-карту «Kitaca».

## См. также

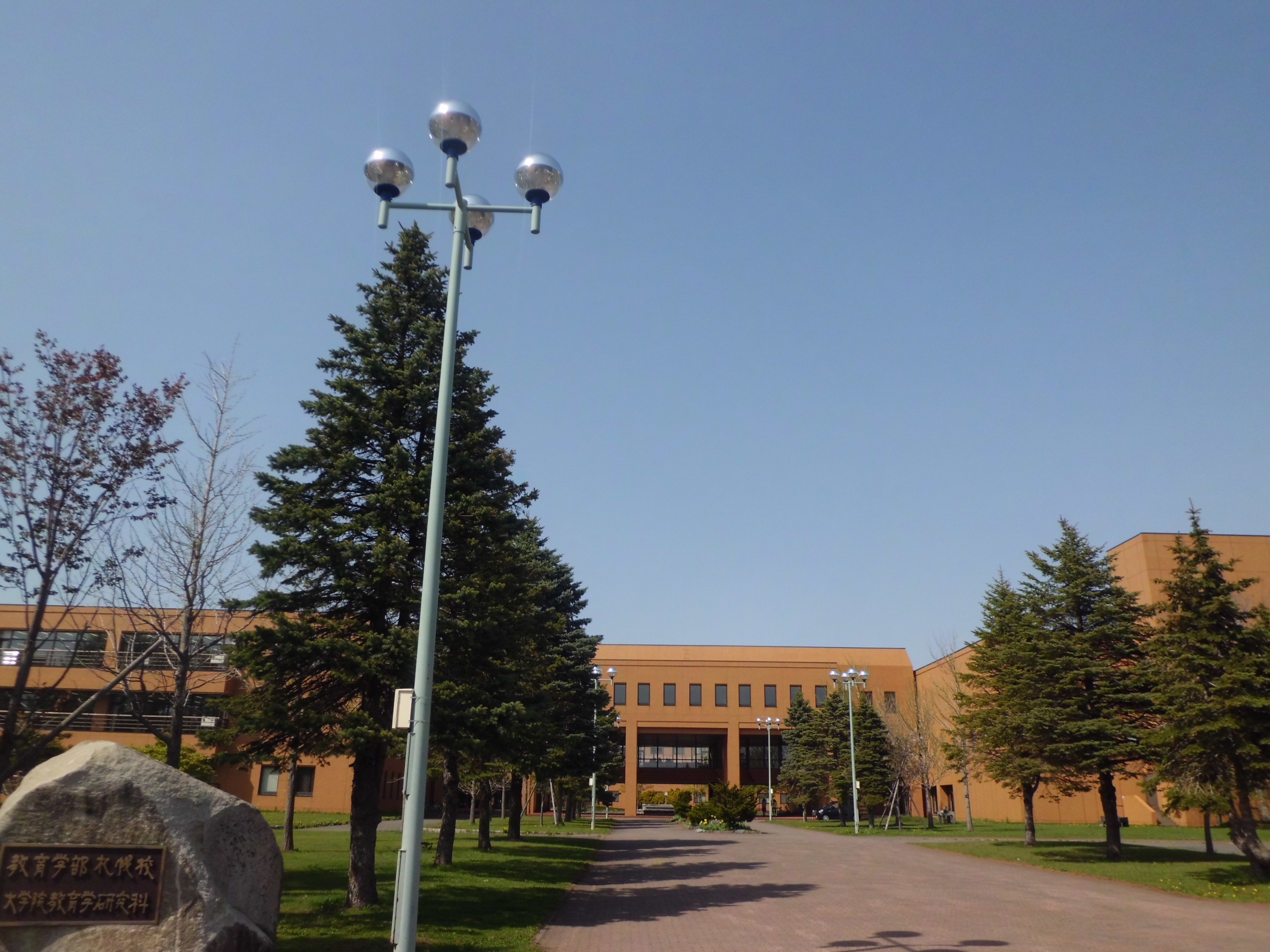
Педагогический университет Хоккайдо

## История
Станция Айносато-Кёикудай была открыта 1 ноября 1986 года. После приватизации JNR она перешла под контроль JR Hokkaido.  В период между 1995 и 2000 годами линия между Хатикэн и Айносато-Кёикудай расширена до двойного пути, на станции стало две боковые платформы. В 2012 году была электрифицирована линия Соэн — Хоккайдо-Ирёдайгаку.

## Линии
- JR Hokkaido
  - Линия Сассё

## Планировка
Платформы 
| 1 | ■Линия Сассё | на станции Саппоро                      |
| 2 | ■Линия Сассё | на станции Тобецу и Хоккайдо-Ирёдайгаку |